# Дјатково
Дјатково (рус. Дятьково) град је у Русији у Брјанској области. Према попису становништва из 2010. у граду је живело 31629 становника.

## Становништво
| 1939.  | 1959.  | 1970.  | 1979.  | 1989.  | 2002.  | 2010.  |
| ------ | ------ | ------ | ------ | ------ | ------ | ------ |
| 17.346 | 17.441 | 26.825 | 31.656 | 34.413 | 33.600 | 31.629 |